# 617
Cette page concerne l'année 617  du calendrier julien.  Pour le nombre 617, voir 617 (nombre).
L'année 617 est une année commune qui commence un samedi.

## Événements
- 17 avril : attaque picte contre la mission de Donan à Eigg aux Hébrides. Celui-ci est tué avec 52 compagnons[1].
- 5 juin : le khagan des Avars franchit le mur d'Anastase et pille les faubourgs de Constantinople[2] (aussi 619 ou 623). Il tente de s'emparer d'Héraclius lors de négociations de paix à Héraclée[3].

- Ethelfrith de Northumbrie est tué à la bataille de la rivière Idle lors d'une campagne contre Redwald d'Est-Anglie (ou 616, selon Bède)[4]. Début du règne d'Edwin (585-633), roi de Northumbrie (saint).
- Les Perses débarquent à Chypre[5].

## Naissances en 617
- Srong-btsan sgam-po (songtsen gampo), empereur du Tibet.

## Décès en 617
- Saint Donan d'Eigg, moine, brûlé vif dans le nord-ouest de l'Écosse avec 150 compagnons.
- Saint Méen.
- Saint Wendelin.